# Parafia Ikony Matki Bożej „Wszystkich Strapionych Radość” w Michnowie
Parafia Ikony Matki Bożej „Wszystkich Strapionych Radość” – parafia prawosławna w Michnowie. Należy do dekanatu wileńskiego okręgowego eparchii wileńskiej i litewskiej Rosyjskiego Kościoła Prawosławnego.

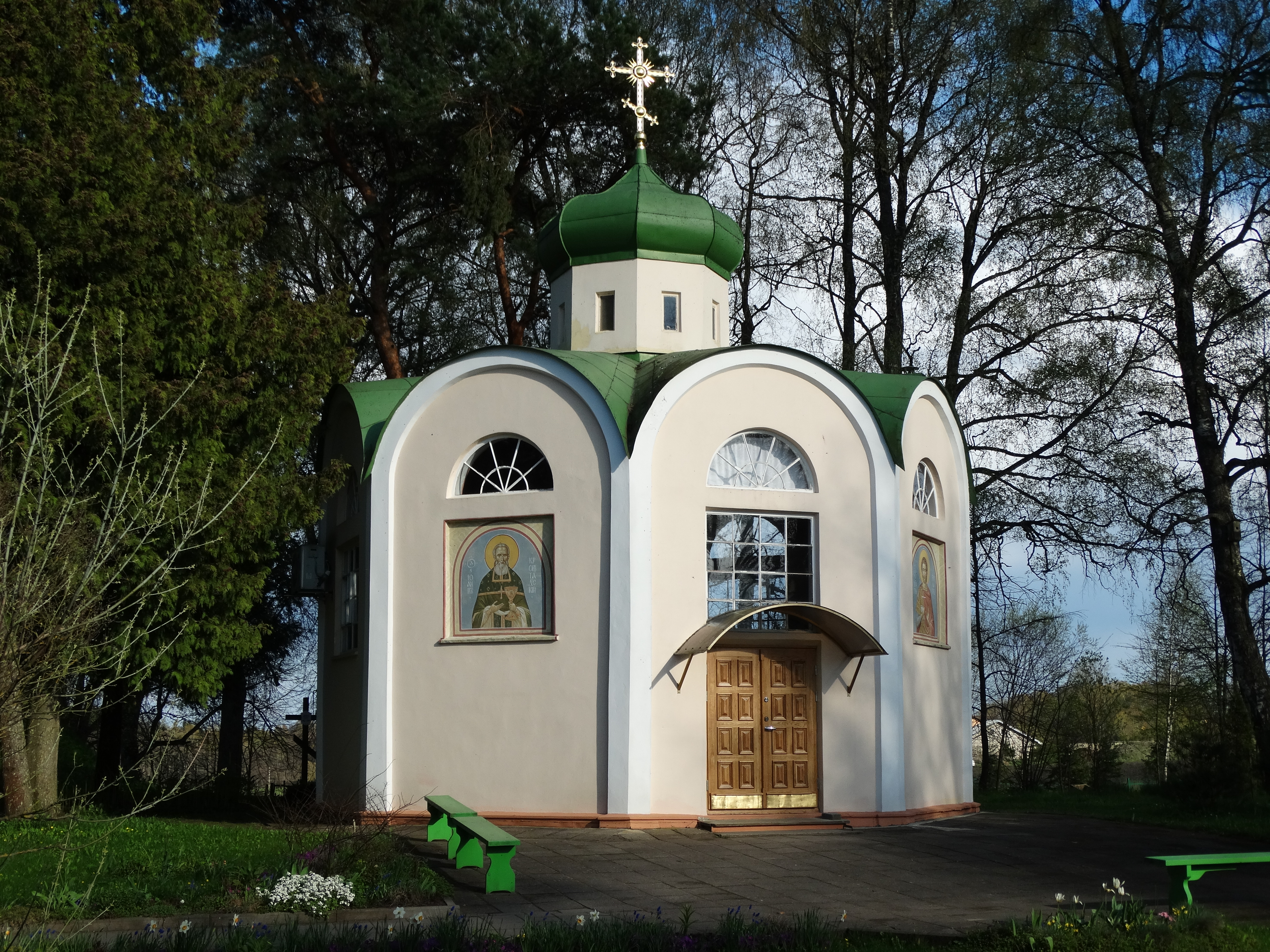
Kaplica św. Jana Kronsztadzkiego w Michnowie

Erygowana w 1922. W czasie rejestracji przez władze stalinowskie (1947) liczyła ok. 100–120 osób.
W 1963 r. Komitet Centralny Komunistycznej Partii Litwy podjął próbę likwidacji parafii. W celu rozproszenia wiernych zamknięto miejscowy artel. Wspólnota jednak przetrwała.